# Cairnbaan Cup And Ring Marks

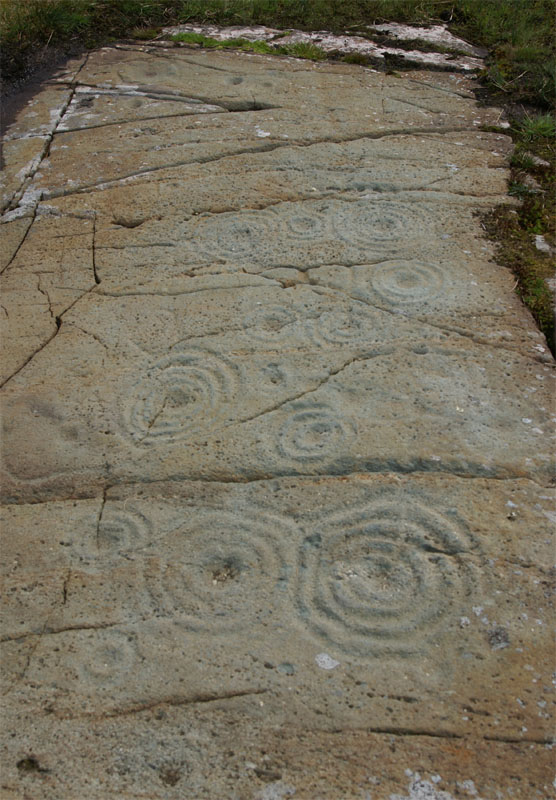
De meest oostelijke rotsoppervlakte

De Cairnbaan Cup And Ring Marks zijn rotskervingen uit de bronstijd, gelegen in Cairnbaan in Kilmartin Glen in de Schotse regio Argyll and Bute.

## Beschrijving
De Cairnbaan Cup And Ring Marks dateren van 3000-2000 v. Chr. Een cup mark is een putje in de steen; een ring mark is een uitgehakte cirkel. Er zijn in totaal vier rotsen die versierd zijn met zowel cup marks en cup and ring marks. Verder zijn er verscheidene uitgehakte groeven te zien.
Op de meest westelijke rots is een serie van meerdere cup and ring marks te zien die met elkaar zijn verbonden. Ook bijzonder is een brede cup die verbonden is met een enkele ring eromheen via een aantal stralen.
De rots met de grootste oppervlakte ligt zo'n honderd meter ten oosten van de andere drie. Er zijn op zijn minst zestig simpele cup marks te herkennen en enige cup and ring marks en enige groeven die vanuit zeven cups naar het zuidelijk uiteinde van de rots lopen.
Alle kervingen zijn aangebracht met een stenen hamer.

## Beheer
De Cairnbaan Cup and Ring Marks worden beheerd door Historic Environment Scotland. De rotsen bevinden zich op de heuvel achter het Cairnbaan Hotel en zijn vrij toegankelijk. Andere rotskervingen in de buurt zijn onder andere de Kilmichael Glassary Cup And Ring Marks en de Baluachraig Cup and Ring Marks.